# Štěpán Vlašín
Štěpán Vlašín (23. prosince 1923 Náměšť nad Oslavou – 19. ledna 2012 Brno) byl český a moravský literární kritik a historik.

## Život
V roce 1942 maturoval na reálném gymnáziu v Brně. Za protektorátu byl nuceně nasazený v Královopolské strojírně v Brně. Po válce studoval češtinu a filozofii na Filozofické fakultě Masarykovy univerzity (1945–1948). Poté se z něj stal učitel na gymnáziu, na průmyslových školách, nějaký čas také přednášel na Vojenské akademii v Brně. Od roku 1954 učil na Vysokém učení technickém v Brně marxistickou filozofii a vedl Ústav české literatury ČSAV (1961–1989 vedoucí brněnské odbočky, 1967–1968 a 1970–1972 zástupce ředitele ústavu, 1975–1980 vedoucí pražského oddělení teorie literatury). V roce 1961 získal titul CSc., v roce 1983 pak hodnost doktora věd. Kromě akademického života byl Vlašín jako člen KSČ činný i v politice. Byl poslancem Národního výboru města Brna a předsedal jeho kulturní komisi. Pracoval také v Socialistické akademii. Do důchodu odešel po roce 1990.
Literatura jej obklopovala po celý život. Četl produkci celonárodní, ale i regionální díla méně známých autorů, mezi nimiž hledal talenty. Psal nejen odborné literárněvědné práce, ale i tisíce recenzí a kritik současné literatury. Dokonce i jeho ženy měly co do činění s knihami. První žena Vlasta Vlašínová, roz. Tomanová (21. května1925 Kremnica – 29. května 1977 Brno) se věnovala ruské literatuře, druhou byla Drahomíra Vlašínová (narozena 19. dubna 1944), která je literární historička. S první ženou měl dva syny – Dalibora a Mojmíra. Syn Mojmír Vlašín je zoologem, ekologem a politikem.
Přispíval do mnoha deníků a časopisů. Byly mezi nimi Host do domu, Rovnost, Nová mysl, Rudé právo, Estetika, Impuls, Česká literatura, Kulturní tvorba, Literární archiv, Kmen, Universitas, Věda a život, Brněnský večerník, Nové knihy, Lidová demokracie a další odborná i regionální periodika. Připravoval i programy a pásma pro Český rozhlas. Věnoval se primárně pracím Jiřího Wolkera, Jiřího Mahena a Bedřicha Václavka. Z prorežimních pozic například kritizoval dikci revue Svědectví (Pavla Tigrida a Petra Příhody) a její „nenávistný vztah k pokrokovým tradicím“ apod. Na druhé straně údajně zaštiťoval jako vedoucí pracovník ČSAV v zaměstnání řadu odborníků nepohodlných tehdejšímu režimu. Od října 1974 byl evidován StB nejprve jako "prověřovaná osoba", od listopadu 1974 pak jako "důvěrník" této tajné policie pod krycím jménem Prosazovatel.
V Brně bydlel v Masarykově čtvrti, později v Ořešíně. Na konci života trpěl Alzheimerovou chorobou, na procházce poblíž Ořešína v roce 2012 zkolaboval a o několik dní později zemřel v bohunické nemocnici.

## Publikace
- Seznam děl v Souborném katalogu ČR, jejichž autorem nebo tématem je Štěpán Vlašín
- Jiří Mahen – studie s ukázkami z díla, 1972
- Slovník literární teorie, 1977
- Slovník literárních směrů a skupin, 1977
- Jiří Wolker – Studie s ukázkami z díla, 1980
- Literatur der ČSSR – 1945 bis 1980 – Einzeldarstellungen, 1985